# 邦杜庫
邦杜庫是西非國家科特迪瓦的城鎮，也是贊贊區的首府，位於該國東北部，距離阿比讓約420公里，毗鄰與加納接壤的邊境，海拔高度343米，2005年人口估計約45,000。

## 外部連結
- Bondoukou site (French language)
- 1955 US Military Map of Bondoukou region （页面存档备份，存于）.+
- MSN Map[永久]